# Cordylomera spinicornis nitidipennis
Cordylomera spinicornis nitidipennis es una subespecie de escarabajo longicornio del género Cordylomera, tribu Phoracanthini, subfamilia Cerambycinae. Fue descrita científicamente por Audinet-Serville en 1834.

## Descripción
Mide 26-28 milímetros de longitud.

## Distribución
Se distribuye por Costa de Marfil, Gambia, Ghana, Malí, Nigeria, Senegal y Sudán.